# Bark (Schiffstyp)

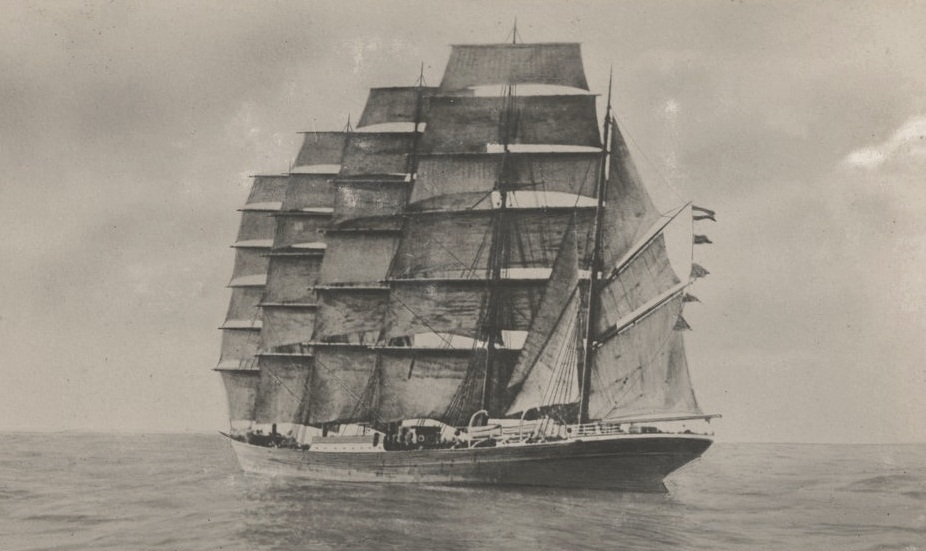
Fünfmastbark Potosi unter Vollzeug

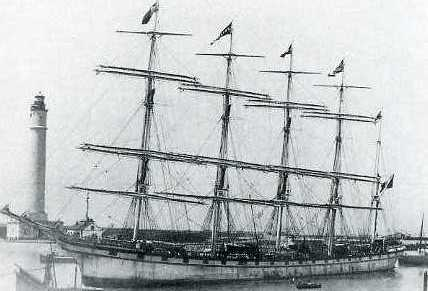
Fünfmastbark France 1

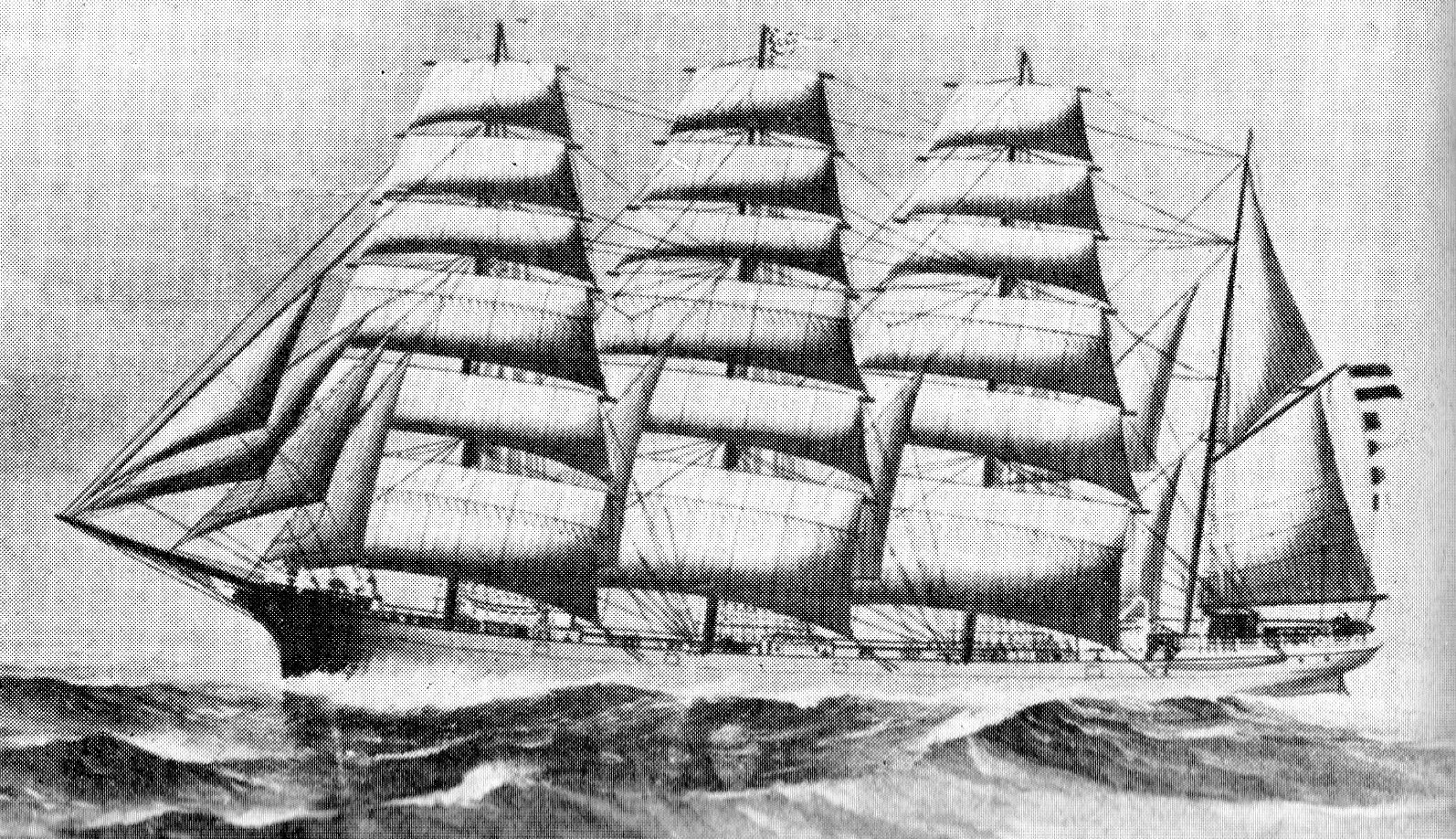
Viermastbark NOMIA

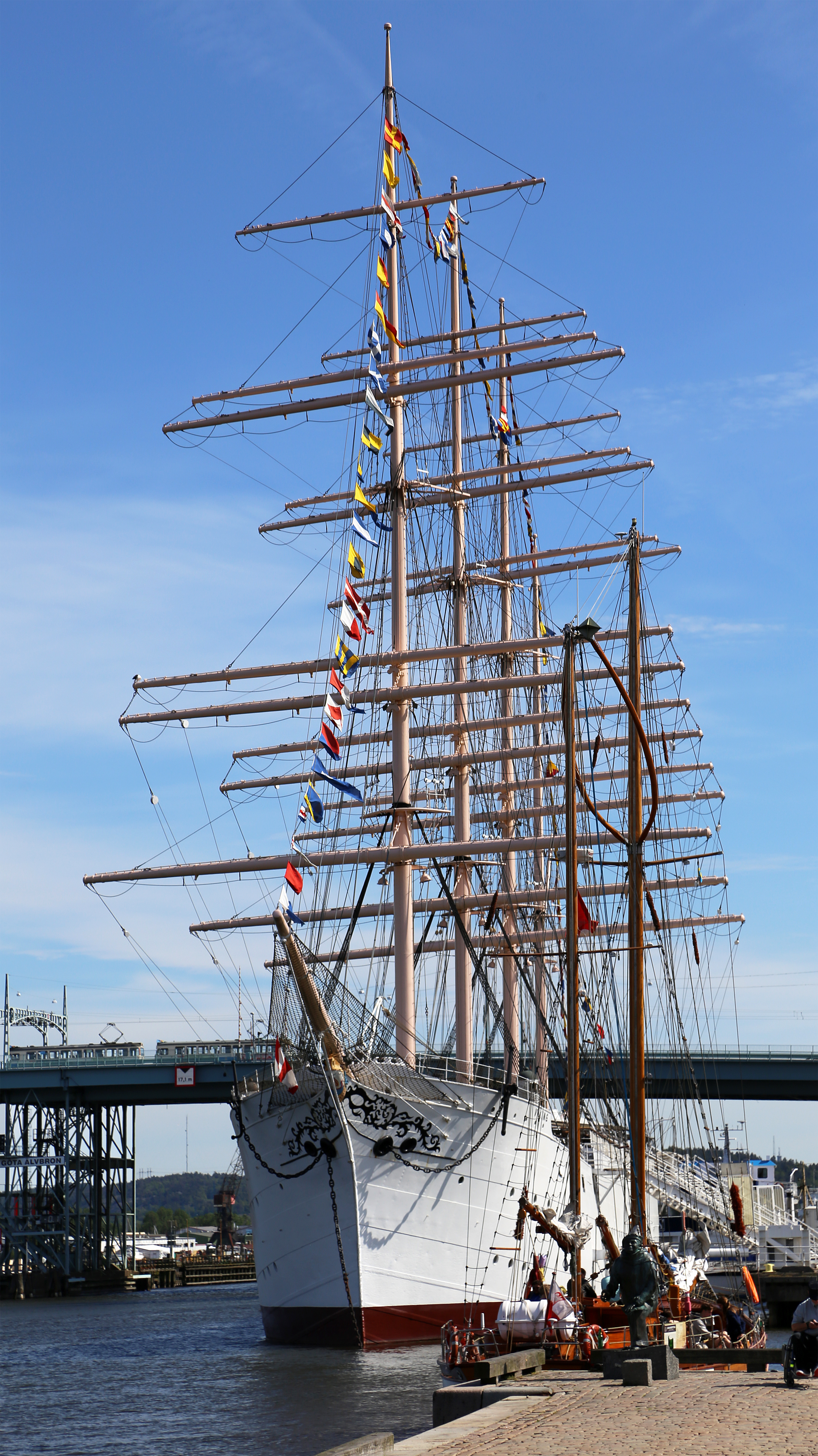
Der Viermastbark Viking Baujahr um 1907 Masthöhe ca. 45 m.

Die Bark ist ein Segelschiffstyp mit mindestens drei Masten. An den vorderen Masten trägt die Bark Rahsegel, am letzten Mast dagegen nur Schratsegel. Die Bark war in der zweiten Hälfte des 19. Jahrhunderts als Hochseefrachtschiff weit verbreitet.
Im Vergleich zu den an allen Masten mit Rahsegeln getakelten Vollschiffen hat die Bark ein deutlich günstigeres Verhältnis zwischen Segelfläche und damit Geschwindigkeit einerseits und der zur sicheren Bedienung notwendigen Größe der Schiffsbesatzung andererseits.

## Sprachgebrauch
Der Begriff „Bark“ benennt einen Dreimaster. Eine Bark mit einer größeren Anzahl an Masten heißt der Anzahl der Masten entsprechend Viermastbark oder Fünfmastbark. Eine zweimastige Variante bezeichnet man dagegen als Schonerbrigg oder Brigantine. Nicht zu verwechseln ist die Bark mit der Barke, insbesondere, da der Plural beider Wörter identisch ist.

## Aufbau
Bei der Dreimastbark heißen die Masten vom Bug zum Heck: Fockmast, Großmast und zuletzt Besanmast. Die Viermastbark hat an dritter Position den Kreuzmast. Bei der Fünfmastbark gibt es verschiedene Systeme:
- Fockmast, Großmast, Mittelmast, Kreuzmast, Besanmast; (z. B. bei der København)
- Fockmast, Großmast, Mittelmast, Achtermast, Besanmast; (z. B. bei der Maria Rickmers).

Bei der Potosi, einem frachtfahrenden Segelschiff der Reederei F. Laeisz, wurde die Bezeichnung Laeisz-Mast für den vierten Mast verwendet. Barken mit mehr als fünf Masten gibt es nicht, wohl aber Schonerbarken.

## Entwicklung der Viermastbarken
Es gab circa 440 Viermastrahsegler in der Welthandelsflotte, von denen um die 130 als Vollschiffe bei Lloyds registriert waren. Ein Großteil davon wurde von Beginn an als Viermastbark geführt, da Lloyds bis 1887 nicht generell zwischen den beiden Viermast-Besegelungsarten unterschied. 40 bis 50 Viermaster fuhren bis zu ihrem Ende als Viermastvollschiffe, die übrigen 390 bis 400 waren Viermastbarken, sei es von Anbeginn an oder als umgebaute Vollschiffe. Acht von ihnen waren aus Holz und fuhren anfänglich ausnahmslos unter US-amerikanischer oder Britisch-Nordamerikanischer beziehungsweise kanadischer Flagge.
Das erste Schiff mit dem Rigg einer Viermastbark lief am 28. Juli 1824 auf der Werft von Charles Wood in Anse-du-Fort (Île d’Orléans) in der kanadischen Provinz Québec vom Stapel. Das auf den Namen Columbus getaufte, 3690 Bruttoregistertonnen (BRT) große Schiff war ein grob gezimmertes (englisch log ship = „Holzschiff“ oder „Klotzschiff“), nicht kalfatertes Holzschiff, das bei Ankunft zerlegt und wie die Ladung (6300 tons) als Bauholz verkauft werden sollte. Entgegen der ursprünglichen Pläne wurde es nach Kanada zurückbeordert und ging verloren.
Inzwischen wurde mit der Baron of Renfrew ein weiteres, deutlich größeres Exemplar gebaut (5250 BRT) und 1825 nach Europa geschickt. Es strandete im Ärmelkanal und zerbrach. Das nächste Exemplar einer Viermastbark war die Great Republic, eine Klipperbark von vorher nicht erreichten 4555 BRT.
Neben einer kleinen hölzernen Viermastbark aus Frankreich, dem einzigen Holzschiff dieses Typs aus Europa, wurden bis in die 1860er Jahre einige Dampfer in Viermastbarken umgebaut. Erst 1874 erfolgte wieder ein Holzneubau einer Viermastbark, der Ocean King. In den darauf folgenden Jahren wurden zunächst eiserne Viermastvollschiffe, dann 1877 die erste eiserne Viermastbark Tweedsdale gebaut. Sie war die kleinste je gebaute Einheit mit diesem Rigg (1460 BRT). Die ersten Eisen- und Stahlschiffe kamen zunächst ausnahmslos von britischen, meist schottischen Werften. Rekordhalter ist Russell & Co. in Port Glasgow und Greenock (Schottland).
1882 wurden die ersten Eisenschiffe dieser Größe in Deutschland gebaut. Die Schiffsgröße stieg von anfänglich unter 2000 BRT auf über 3000 BRT. So waren alle für die Reederei F. Laeisz gebauten Viermastbarken über 3000 BRT groß, bis auf die beiden ersten von knapp unter 3000 BRT. Die größten Exemplare des Typs Viermastbark waren die Brilliant (3765 BRT, 1901) und das fast baugleiche Schwesterschiff Daylight (3756 BRT, 1902). Erstere fuhr als Perkeo auch für F. Laeisz.

## Bekannte Barken

### Dreimastbark

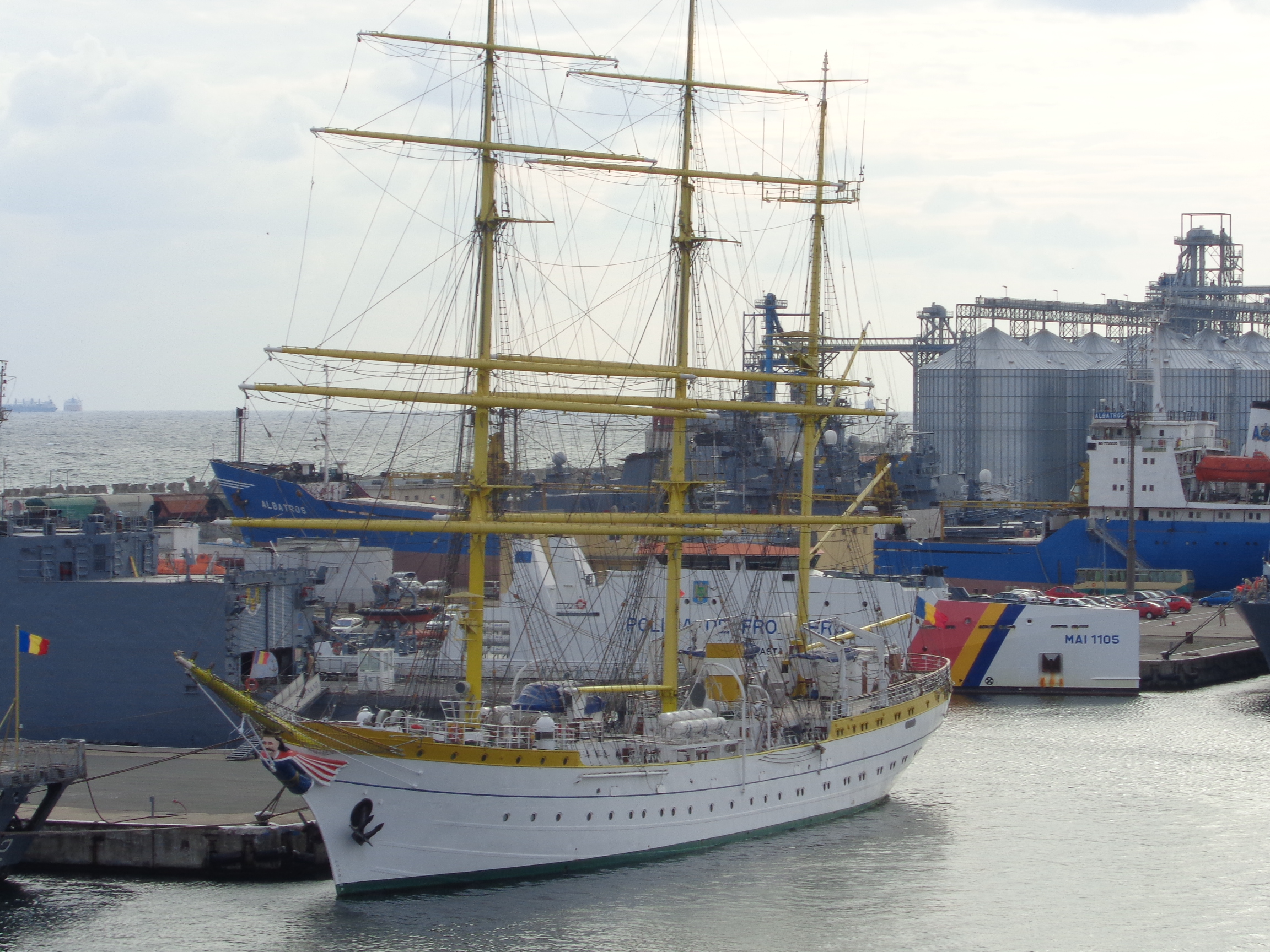
Mircea in Constanța (2014)

- Gorch Fock (I), Baujahr 1933, Segelschulschiff, mit ihren Schwesterschiffen
  - Eagle, ex Horst Wessel, Baujahr 1936, heute Segelschulschiff der United States Coast Guard
  - Sagres, ex Albert Leo Schlageter, Baujahr 1937, heute Segelschulschiff der Marinha Portuguesa
  - Mircea, Segelschulschiff der Rumänischen Marine, Baujahr 1938/39
  - Gorch Fock (II), Baujahr 1958, Segelschulschiff der Deutschen Marine, Heimathafen: Kiel
- Statsraad Lehmkuhl, 1914 als Segelschulschiff Großherzog Friedrich August gebaut, Heimathafen: Bergen, Norwegen
- Alexander von Humboldt, Heimathafen: Bremerhaven, Deutschland, auf dem Rumpf des Feuerschiffes Reserve Sonderburg (Baujahr 1906) neu aufgebaut
- Rickmer Rickmers, 1896 als Vollschiff gebaut, 1904 nach Kreuzmastbruch zur Bark umgetakelt, war als Sagres portugiesisches Segelschulschiff, heute Museumsschiff in Hamburg, Deutschland
- Seute Deern, Heimathafen: Bremerhaven, Deutschland, ehemaliges Segelschulschiff, ehemaliges Museumsschiff, 2020–2021 abgewrackt
- Alexander von Humboldt II, Baujahr: 2011, Rufzeichen: DDKK2, Segelnummer: TSG 404, Heimathafen: Bremerhaven, betrieben durch die Deutsche Stiftung Sail Training (DSST).[2]

### Viermastbark

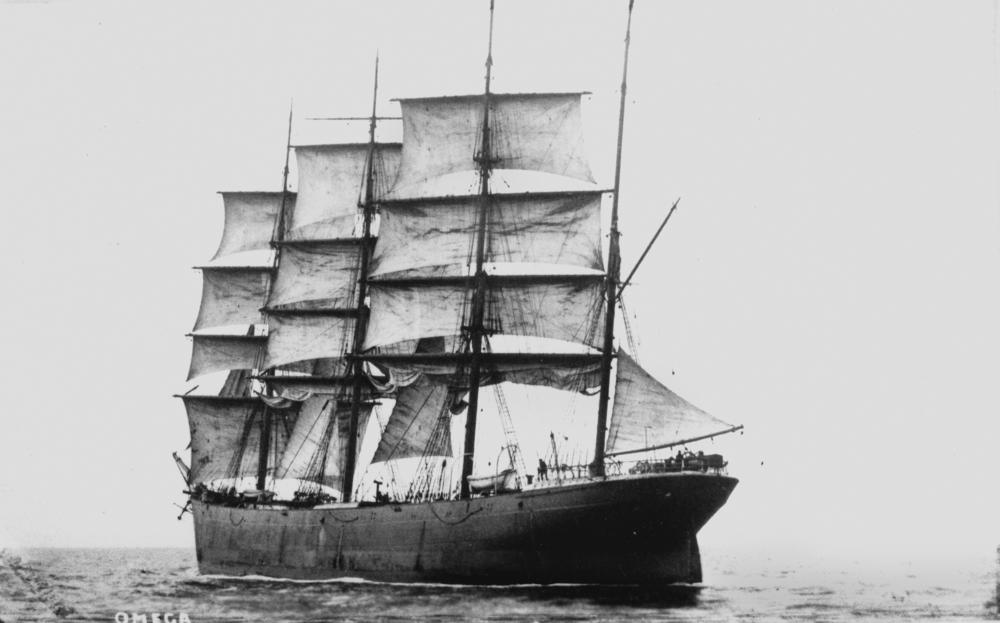
Omega als Frachtsegler über 70 Jahre

- Omega, 1887 im schottischen Greenock mit Stahlrumpf als Frachtsegler Drumcliff gebaut, ab 1898 als Omega nach Hamburg, ab 1920 Peru, 1958 als letzter Großsegler mit Fracht vor der peruanischen Küste leck und gesunken
- Pamir, Flying P-Liner, 1957 im Hurrikan auf dem Nordatlantik gekentert und gesunken
- Passat, Flying P-Liner, Heimathafen: Travemünde, heute: Museumsschiff
- Peking, Flying P-Liner, Heimathafen: Hamburg, heute: Museumsschiff
- Kruzenshtern, 1926 als frachtfahrendes Schulschiff Padua gebaut, Flying P-Liner, ab 1945 Sowjetunion, ab 1991 Russische Föderation, Heimathafen: Kaliningrad
- Pommern, Flying P-Liner, Museumsschiff in Mariehamn
- Sedov, (russ. СЕДОВ), 1921 als Magdalene Vinnen II gebaut, ab 1945 Sowjetunion, ab 1991 Russische Föderation, Heimathafen: Murmansk
- Sea Cloud, 1931 auf der Krupp Germaniawerft, Kiel, für Marjorie Merriweather Post als private Hochseeyacht (Hochzeitsgeschenk) unter dem Namen Hussar II gebaut.

### Fünfmastbark
Es gab nur sieben Schiffe dieses Typs:
- France, 3784 BRT, 1890 in Glasgow für A.-D. Bordes & Fils gebaut, erste Fünfmastbark, 1901 gesunken
- Maria Rickmers, 3822 BRT, Auxiliarbark, 1891/92 bei Russell & Co., in Glasgow, gebaut, auf der Jungfernheimreise verschollen
- Potosi, 4.027 BRT, Flying P-Liner (F. Laeisz), 1895 gebaut, 1925 nach Brand versenkt
- R. C. Rickmers, 5548 BRT, Auxiliarbark, 1906 gebaut, 1917 unter britischer Flagge versenkt
- France, 5633 BRT, 1911 gebaut, 1922 gestrandet
- København, 3901 BRT, 1921 gebaut, dänisches Auxiliarsegelschulschiff, seit dem 22. Dezember 1928 verschollen
- Golden Horizon, 8784 BRZ, 2021 fertiggestellt, kroatisches Kreuzfahrtschiff nach dem Vorbild der France II

## Takelage einer Bark
| 1 Vor-Royalstag 2 VorBramstag, Außen-Klüverleiter 3 Großklüverleiter, Bütenklüverleiter 4 Binnenklüverleiter 5 Vorstengestag 6 Fockstag 6’ Klüverwasserstag, Wasserstag 7 Stampfstockgeien 8 Stampfstock 9 Klüverstampfstag 10 Klüverdomper 11 Klüverpferde 12 Bugsprietpardune 13 Außenklüverpardune 14 Bugspriet 15 Groß Klüverbaum 16 Außen Klüverbaum 17 Ankerkrahn 18 Gangspill 19 Feuerturm für die Laternen 20 Ankerkatt 21 Geer des Krahnes 22 Klüse 23 Vorsteven 24 Der Bug 25 Boot 26 Logis, Back 27 Dompfer der Brassbäume 28 Achterholer dei Brassbäume 29 Fockmast 30 Fockwant 31 Wantschrauben 32 Pardun am Eselshaupt 33 Püttingswant 34 Vor Mars 35 Hanger der Fockrah 36 Rack der Fockrah 37 Fockrah 38 Pferde 39 Springpferde 40 Nockpferde 41 Foktoppenanten 42 Marsstenge 43 Stengepüttingswant 44 Püttingsband 45 Vor-Bramsahling 46 Ausleger 47 Eselshaupt 48 Stengewant 49 Vor-Bramstenge 50 Vor-Bramgut 50 Hummer, Sattlung 51 Vor-Oberbramstenge 52 Vor-Oberbramgut 52 Hummer, Sattlung 53 Topp 54 Flaggenknopf 55 Vor-Untermarsrah | 56 Vor-Obermarsrah 57 Vor-Marstoppenanten 58 Vor-Bramrah 59 Vor-Bramtoppenanten 60 Vor-Oberbramrah 61 Vor Oberbramtoppenanten 62 Träger vor Untermarsrah 63 Vor-Oberbrambrassen 64 Vor-Brambrassenschenklen 65 Vor-Brambrassen 66 Vorholer der Vor-Obermarsbrassen 67 Vor Obermarsbrassenschenklen 68 Klapläufer der Vor-Obermarsbrassen 69 Vorholer der Vor-Untermarsbrassen 70 Vor-Untermars brassenschenklen 71 Klapläufer der Vor-Untermarsbrassen 72 Fockbrassenschenklen 73 Unterste Fockbrassenschenklen 74 Fockbrassen 75 Vor-Stengepardunen 76 Vor-Brampardunen 77 Vor-Oberbram pardunen 78 Spreizlatte, Sprelatte 79 Großwant 80 Großmast 81 Großrack 82 Hanger für die Großrah 83 Groß Püttingswant 84 Großmars 85 Schrauben am Stengewant 86 Träger vor Groß Untermarsrah 87 Topp von Großmast 88 Groß-Stengewant 89 Groß-Untermarsrack 90 Groß-Marsstenge 91 Püttingsband 92 Stenge-Püttingswant 93 Brassblöcken 94 Groß-Bramsahling 95 Stenge-Eselshaupt 96 Groß-Bramstenge 97 Groß-Bramgut und Hummer, Sattlung 98 Groß-Oberbramstenge 99 Groß-Oberbramgut und Hummer, Sattlung 100 Topp der Oberbramstenge 101 Groß-Flaggenknopf 102 Groß-Oberbramtoppenanten 103 Groß-Oberbramrah 104 Groß-Bramtoppenanten 105 Groß-Bramrah 106 Groß-Obermarstoppenanten 107 Groß-Obermarsrah 108 Groß-Untermarsrah 109 Groß-Toppenanten 110 Großrah 111 Großstag 112 Groß-Stengestag | 113 Groß-Bramstag 114 Groß-Oberbramstag 115 Groß-Toppardun 116 Groß-Stengepardunen 117 Groß-Brampardunen 118 Groß-Oberbrampardunen 119 Groß-Oberbrambrassen 120 Groß-Brambrassenschenklen 121 Groß-Brambrassen 122 Vorholer an Groß Obermarsbrassen 123 Groß-Obermarsbrassenschenklen 124 Groß-Obermarsbrassen 125 Vorholer der Groß-Untermarsbrassen 126 Groß-Untermarsbrassen-schenklen 127 Groß-Untermarsbrassen 128 Groß-Brassen schenklen 129 Unterste Groß-Brassenschenkle 130 Groß-Brassen 131 Besanstag 132 Besan-Stengestag 133 Besan-Bramstag 134 Besanwant 135 Besanmast 136 Püttingsband 137 Besan Püttingswant 138 Besan-Mars, Besan-Sahling 139 Besan-Eselshaupt 140 Besan-Marsstenge 141 Besan-Stengewant 142 Brassblocke 143 Stengegut und Hummer, Sattlung 144 Besan-Bramstenge 145 Bramgut und Hummer, Sattlung 146 Flaggentopp 147 Besan-Flaggenknopf 148 Besan-Brampardune 149 Besan-Stengepardunen 150 Piekfall 151 Hahnepoot des Piekfall 152 Flaggenleine 153 Geeren-Schenklen 154 Geeren 155 Besangaffel 156 Besanklau 157 Besan Baumdirk 158 Besanbaum 159 Schwanenhals des Besanbaums 160 Besanschot 161 Besanstoßtaljen 162 Geländer 163 Bootdavits 164 Bootklampen 165 Rettungsboot 166 Bootstaljen 167 Davits-Zwischenholer 168 Davits-Achterholer 169 Davits-Vorholer |